# Cheslin Kolbe
Cheslin Kolbe (Ciudad del Cabo, 28 de octubre de 1993) es un jugador sudafricano de rugby que se desempeña como wing o fullback y juega en el Tokyo Sungoliath del Japan Rugby League One. Es internacional con los Springboks desde 2018 y obtuvo la medalla de bronce en Río de Janeiro 2016. Campeón del Mundo con Sudáfrica en la Copa Mundial de Rugby de 2019 y de 2023. Es primo del atleta Wayde van Niekerk.

## Trayectoria deportiva

### Clubes
Representó a Western Province en varios niveles juveniles, desde el torneo Sub-16 Grant Khomo Week en 2009 hasta el campeonato provincial Sub-21 de 2012.
Hizo su debut provincial de primera división en un partido de la Vodacom Cup contra Boland Cavaliers, y un mes después fue nombrado en el banco de suplentes de los Stormers en un partido del Super Rugby contra los Sharks de Durban.
En octubre de 2014 formó parte del equipo de Western Province que ganó la Currie Cup al vencer a los Golden Lions 19-16. 
Firmó un contrato de tres años para permanecer en Western Province hasta 2016.
Kolbe se mudó a Francia para unirse al equipo del Top 14 de Toulouse en la temporada 2017-2018.  
En junio de 2019, Kolbe fue titular  para Toulouse en la final del Top 14 ganando el Campeonato de Francia.

### Internacional

#### Seven
Integró también a los Blitzboks de 2012 a 2017 y ganó varios títulos, entre ellos la Serie Mundial de 2016–17.
Kolbe fue incluido en el equipo de 12 jugadores de los Blitzboks para los Juegos Olímpicos Río de Janeiro 2016. Fue nombrado como suplente en el primer partido del Grupo B de la competencia contra España, y Sudáfrica ganó el partido 24-0.

#### Rugby XV
Representó a los Baby Boks durante un año y participó del Mundial de 2013.
Rassie Erasmus lo convocó a los Springboks para disputar el The Rugby Championship 2018 y debutó contra los Wallabies el 8 de septiembre, durante la tercera ronda de la competencia, entrando a los 33 minutos como reemplazo del lesionado Makazole Mapimpi, en un partido que Sudáfrica perdió 18-23. En total lleva trece partidos jugados y 35 puntos marcados, productos de siete tries.
En 2019 Kolbe jugó para los Springboks ganando el The Rugby Championship 2019. Kolbe formó parte del equipo ganador de la Copa Mundial de Rugby de 2019 en Japón, anotando un try al final de la segunda mitad contra Inglaterra, por lo tanto, haciendo el try ganador.

### Participaciones en Copas del Mundo
Erasmus lo seleccionó para participar de Japón 2019 y Francia 2023 como titular indiscutido.
| Mundial                       | Sede    | Resultado | PJ | Tries |
| ----------------------------- | ------- | --------- | -- | ----- |
| Copa Mundial de Rugby de 2019 | Japón   | Campeón   | 4  | 3     |
| Copa Mundial de Rugby de 2023 | Francia | Campeón   | 5  | 2     |

## Palmarés y distinciones notables
- Campeón de The Rugby Championship de 2019.
- Campeón del Top 14 de 2018–19.
- Campeón de la Currie Cup de 2014 y 2017.
- Copa Mundial de Rugby de 2019.[4]
- medalla de bronce en los Juegos Olímpicos de Río de Janeiro 2016.
- Nominado a mejor jugador de rugby del mundo en 2019.
- Copa de Europa de 2020-21.
- European Rugby Challenge Cup 2022-23.
- Copa Mundial de Rugby 2023.
- Nominado a mejor jugador de rugby del mundo en 2024.[5]